# Эйтан, Михаэль
Михаэль (Мики) Эйтан (урожд. Михаэль Эйтан Гиршпрунг; 3 июня 1944, Тель-Авив — 8 ноября 2024) — израильский политик, член кнессета от партии Ликуд. 11-й министр науки и технологии в период с 9 июля 1997 года по 13 июля 1998 года. Министр, ответственный за улучшение работы государственного сектора (с 2009) во втором правительстве Нетаньяху.

## Биография
Михаэль Эйтан Гиршпрунг родился в Тель-Авиве, в семье промышленника Меира Бен-Цви Гиршпрунга и его жены Эстер Нихи Гиршпрунг, которые репатриировались в Палестину из Польши. Образование получил в Тель-Авивском университете на юридическом факультете имени Бухмана. Прошёл службу в Армии обороны Израиля, где дослужился до звания старшего сержанта и должности старшины пехотного батальона. Эйтан являлся председателем молодёжного движения «Херут», позже входил в Центральный Комитет партии «Херут» и стал председателем её отделения в городе Рамат-Ган. Являлся одним из основателей поселения Кохав-Яир, где и жил многие годы.
В 1984 году Михаэль Эйтан впервые был избран в кнессет от партии «Ликуд».
В кнессете 11-го созыва был членом комиссии по образованию и культуры, комиссии по делам второго управления радио и телевещания, а также комиссии кнессета. В кнессете 12-го созыва Михаэль Эйтан состоял в комиссии кнессета и в финансовой комиссии. Также работал в комиссии по вопросам государственного контроля В этот период Эйтан выступал с инициативой парламентского лобби в защиту Страны Израиля («Хазит Эрец-Исраэль») и выступал за строительство новых еврейских поселений в Иудее, Самарии и секторе Газа.
Умер 8 ноября 2024 года в возрасте 80 лет.

## Интересные факты
- Михаэль Эйтан является инициатором Закона о Википедии, разрешающего свободное использование фотоматериалов, снятых государственными структурами (министерствами и ведомствами, АОИ и полицией Израиля)[3].
- Эйтан избирается в кнессет с 1984 года, его парламентский стаж более 35 лет
- Эйтан живёт в городе Сдерот, который подвергается обстрелам со стороны сектора Газа. Он переехал сюда жить в 2008 году, из солидарности с жителями этого города[4].